# Corno ducale

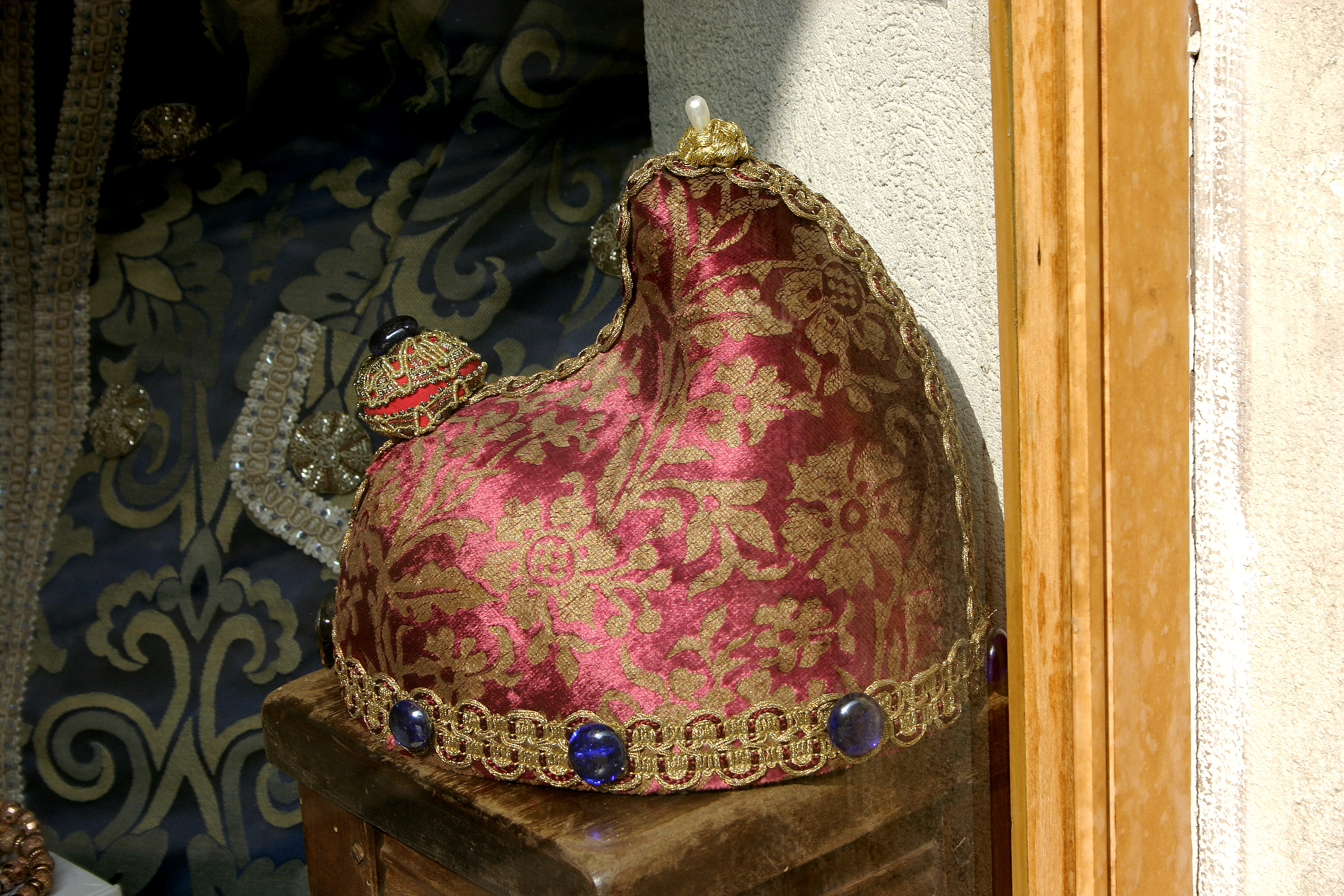
Corno ducale de la Serenísima República de Venecia.

El dux Andrea Gritti con el corno ducale, 1540, Tiziano, Washington National Gallery of Art.

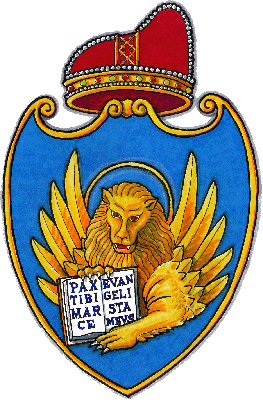
Escudo de armas de la ciudad de Venecia coronado por el cuerno ducal.

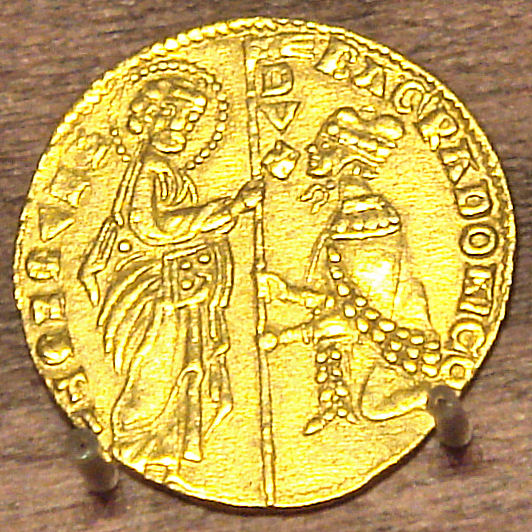
Ducado de oro del dux Bartolomeo Gradonico que porta el corno ducale.

El corno ducale ("cuerno ducal", también conocido como acidarium) era el tocado y símbolo del dux de Venecia. Se trataba de un gorro rígido en forma de cuerno, confeccionado en brocado con gemas o paño de oro, que se ponía por encima de un gorro blanco, similar al camauro papal. Estaba compuesto por una corona circular y un gorro puntiagudo en la parte posterior. 
El corno ducale recordaba en su forma al gorro frigio, un símbolo clásico de la libertad, que llevaban los soldados bizantinos y el dux veneciano en la antigüedad. También se llevaba, pero de forma más pequeña que la del dux, para coronar el velo dorado de la dogaresa, su consorte. Cada Lunes de Pascua, el dux encabezaba una procesión desde la basílica de San Marcos hasta el convento de San Zacarías, donde la abadesa le entregaba uno nuevo, confeccionado por las monjas.

## Orígenes
El origen del diseño es incierto. Venecia estuvo muy influenciada por Oriente a través del comercio y el intercambio cultural. Este tocado ceremonial compartía similitudes con el gorro frigio o la corona blanca del Alto Egipto. Cuando Venecia aún formaba parte del Imperio romano de Oriente (Bizancio), los soldados bizantinos de alto rango destinados en Venecia también llevaban un tocado que recordaba al gorro frigio con cuerno. La primera mención registrada del "corno" data del siglo XII, aunque es posible que los dux ya llevaran tocados similares antes de esa fecha.

## Heráldica

Escudo de armas de la Republica de Venecia

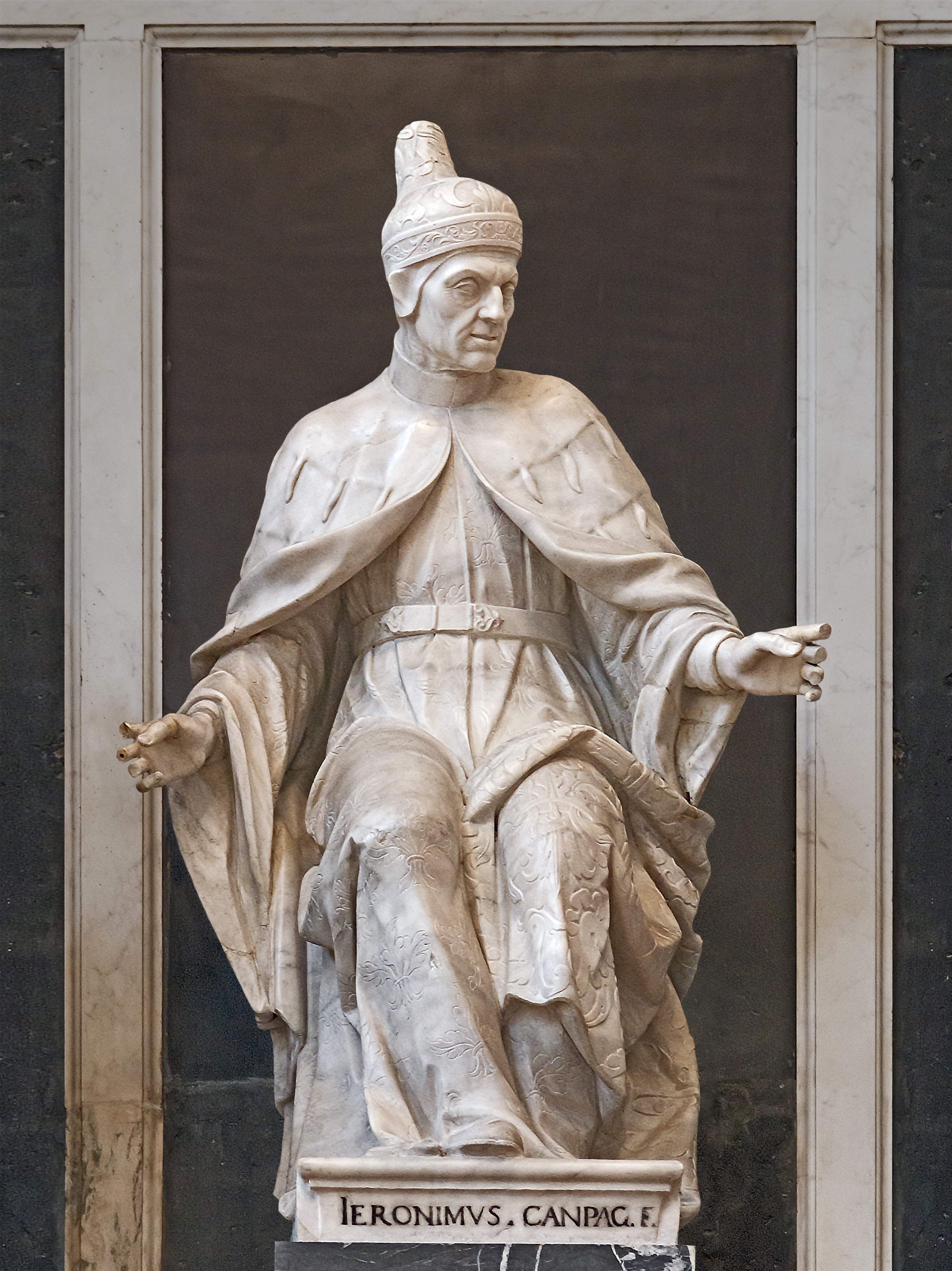
Estatua del dux Leonardo Loredan.

En heráldica, se distingue entre el tocado del dux de la República de Venecia y el tocado del dux de la República de Génova. Desde finales del siglo XVIII, este emblema de rango y dignidad sólo se utilizaba ocasionalmente en las armas de las familias nobles venecianas de los Vendramin, Sagredo o Giustiniani).
El corno ducale también se utilizaba como escudo de armas del dux. Debido a un decreto presidencial italiano, el escudo de armas de la actual ciudad de Venecia presenta el corno ducale. Sustituye a la corona mural presente en los escudos de otras ciudades italianas.

## Elección
Los dux venecianos eran nombrados de por vida por la aristocracia de la ciudad-estado. El tocado se entregaba al dux el día de su elección. Se lo colocaba en la cabeza el miembro más joven del Gran Consejo, con las siguientes palabras:
Accipe coronam ducalem Ducatus Venetiarum ("Recibe la corona ducal del Ducado de Venecia").
El dux llevaba este tocado en todas las circunstancias en las que se expresaba la dignidad y el poder de la República, en particular el día de Pascua, durante la fiesta de la Ascensión y para la ceremonia de las Bodas del Mar.

## Historia
Por su forma particular, el corno ducale es un símbolo muy reconocible de la Serenísima República. El tocado aparece en innumerables obras de arte. 
En idioma veneciano, el corno ducale se denomina zoia, literalmente, "joya". La punta trasera en forma de cuerno curvado que da nombre al gorro es mencionado en el siglo XIII, durante el reinado de Reniero Zeno (r. 1253-1268). En esta descripción, el tocado es de terciopelo carmesí, con un círculo dorado en su perímetro. El dux Lorenzo Celsi (r. 1361-1365) le añade una cruz dorada. Otra transformación de la zoia se produce en el siglo XV, cuando el dux Nicolo Marcello (r. 1473-1474) manda hacer una en oro.
El corno ducale desapareció junto con la institución dogal en 1797, tras la toma de Venecia por Napoleón Bonaparte y la abdicación de Ludovico Manin, el último dux.